# Raphe

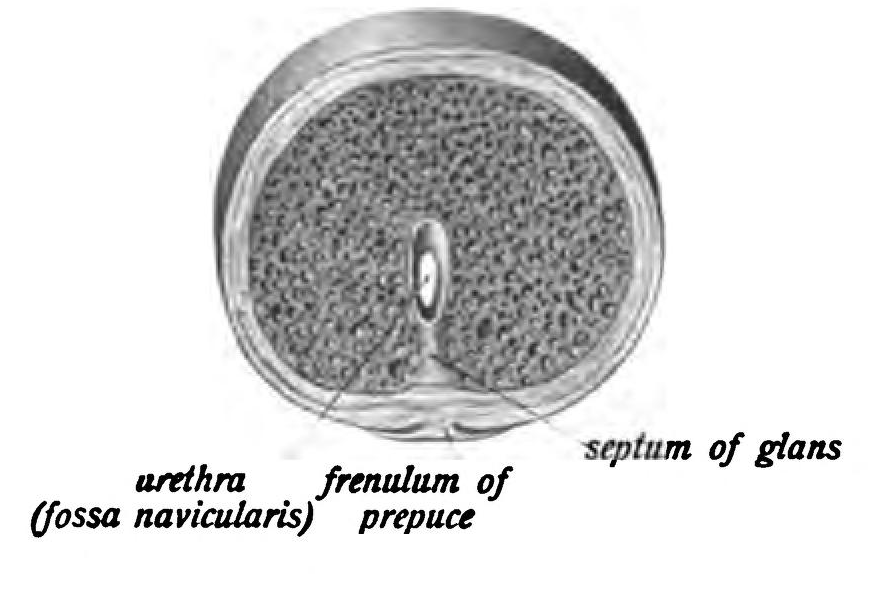
Dwarsdoorsnde van de menselijke glans penis (eikel) met het septum glandis (septum of glans). urethra: plasbuis

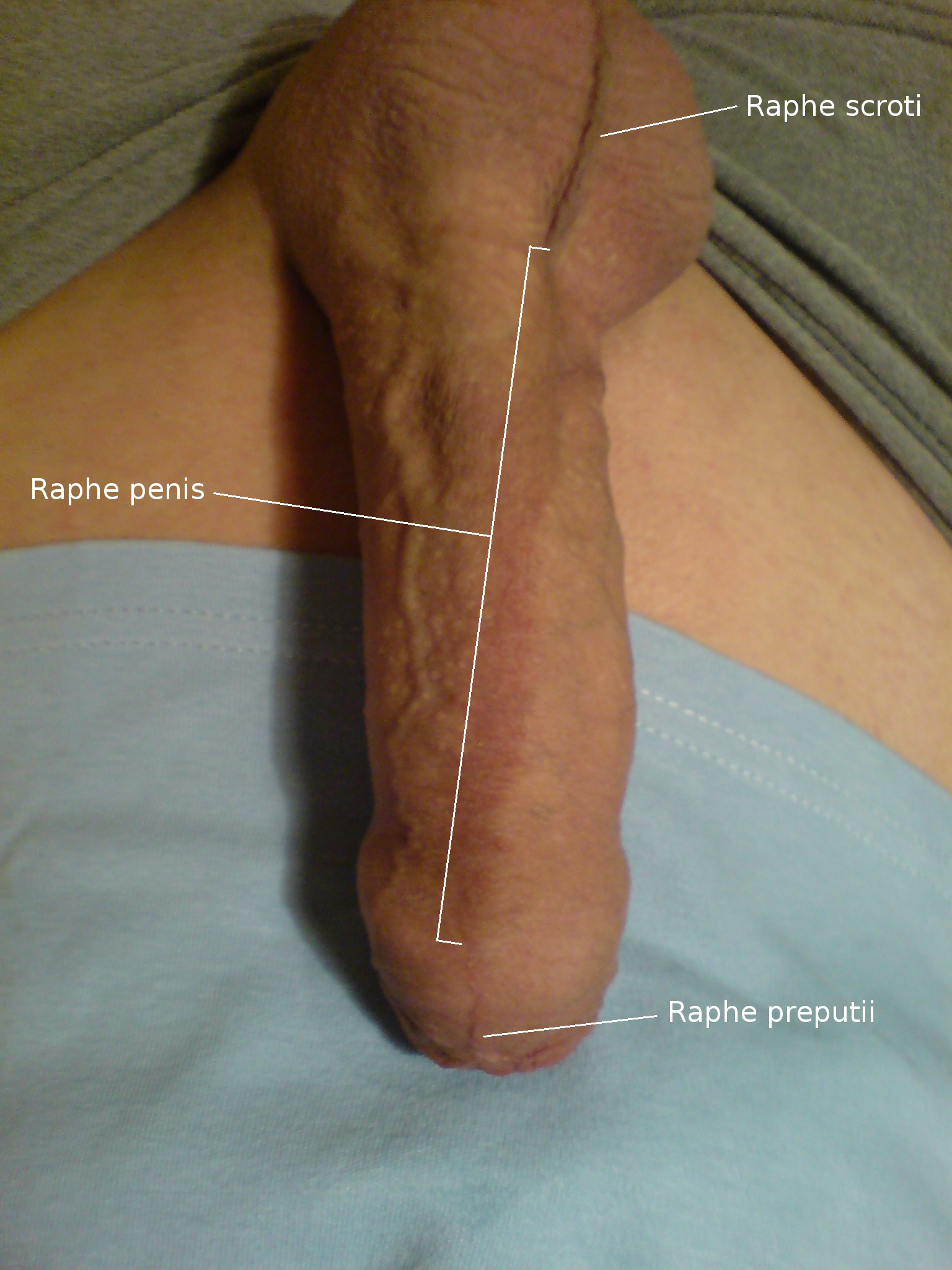
Raphe bij de penis.

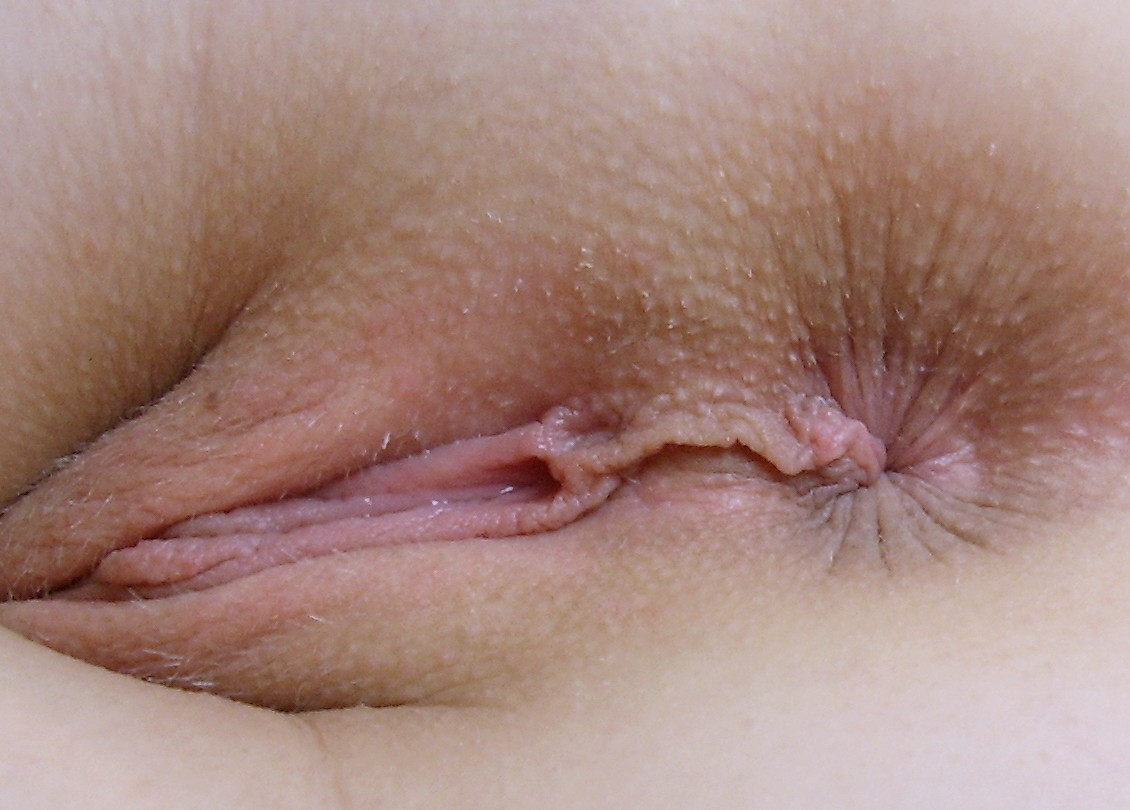
Raphe bij de vulva.

Een raphe is een op litteken gelijkend lijntje dat op de huid ontstaat wanneer twee helften van een orgaan aan elkaar groeien. Dit is bijvoorbeeld het geval wanneer bij een menselijk embryo de primaire geslachtskenmerken ontstaan. Hierbij ontstaat een zichtbare lijn of rand van weefsel die loopt van de anus via het perineum naar het scrotum (mannelijk) of de vulva (vrouwelijk).